# Edamer
-{
}-

Edamer (hol. Edammer) je tvrdi sir koji potiče iz grada Edam, Holandija. 

## Istorija
Već četiri veka se proizvodi edamer od neobrađenog mleka, i još od samog početka je bio veoma cenjena izvozna roba. Sa njegovom tipičnom ljutinom uticao je na stvaranje francuskog Mimolet sira u 17. veku. Danas je sir od neobrađenog mleka skoro potpuno nestao sa tržišta. Na tržištu je prisutan samo fabrički proizveden edamer od pasterizovanog mleka.

## Proizvodnja
Edamer zri šest do osam nedelja. U Holandiji se sir u obliku lopte pre svega sa prirodno nastalom korom prodaje, dok se edamer proizveden za izvoz pre svega uvija u crveni ili žuti parafin.

## Osobine
Edamer je elastičan, zlatno-žuti sir, koji nije baš toliko gumast kao mladi fabrički Gauda sir. U najboljem slučaju edamer ima blago pikantnu aromu i čisti, blagi, lako kiseli ukus sa decentnom slanom notom na početku. Danas teško dostupan edamer od neobrađenog mleka ima aromatičniji i ljući ukus.

## Upotreba
U Holandiji, edamer se seče u tanke šnite i važi za tradicionalni sastojak doručka. Rado se konzumira sam između obroka ili kao dodatak salatama. Za blagi edamer se smatra da se dobro slaže sa breskvama, dinjama, kajsijama i trešnjama. Stariji edamer se često konzumira sa tradicionalnim „sirnim voćem“ poput krušaka i jabuka. 
Uz njega preporučuje se za piće neko ukusom bogato vino, poput crnog vina širac (engl. Syrah) ili pino noar (fr. Pinot noir).